# Мужская сборная Норвегии по гандболу
Мужская сборная Норвегии по гандболу — национальная команда, представляющая Норвегию на международных соревнованиях по гандболу. Управляется Федерацией гандбола Норвегии. Высшим успехом сборной Норвегии являются серебряные медали чемпионатов мира 2017 и 2019 годов.

## История
Своих лучших результатов сборная Норвегии достигла под руководством тренера Кристиана Берге с 2014 года.
На летних Олимпийских играх сборная Норвегии участвовала трижды: лучшим достижением стало 6 место в 2024 году в Париже.
На чемпионатах мира норвежцы выступали несколько раз, начиная с 1958 году, но лишь в 2017 году стали призёрами, причём попали на турнир по приглашению IFH. В 2019 году повторили этот результат.
Лучшим результатом на чемпионатах Европы — бронза в 2020 году.

## Состав
| Мужская сборная Норвегии по гандболу | Мужская сборная Норвегии по гандболу | Мужская сборная Норвегии по гандболу | Мужская сборная Норвегии по гандболу |
| №                                    | Имя                                  | Дата рождения (возраст)              | Клуб                                 |
| ------------------------------------ | ------------------------------------ | ------------------------------------ | ------------------------------------ |
| 12                                   | Уле Эревик (GK)                      | 9 января 1981 (36)                   | GOG Håndbold                         |
| 16                                   | Эспен Кристенсен (GK)                | 17 июня 1985 (31)                    | GOG Håndbold                         |
| 30                                   | Торбьёрн Бергеруд (GK)               | 16 июля 1994 (22)                    | Team Tvis Holstebro                  |
| 5                                    | Саннер Сагосен                       | 14 сентября 1995 (21)                | Aalborg Håndbold                     |
| 7                                    | Йоаким Хиккеруд                      | 10 февраля 1986 (30)                 | Ганновер-Бургдорф                    |
| 8                                    | Бьярте Мюрхоль                       | 29 мая 1986 (30)                     | Skjern Håndbold                      |
| 9                                    | Петтер Эвербю                        | 26 марта 1992 (24)                   | ГК Эльверум                          |
| 15                                   | Кент Робин Тённесен                  | 5 июня 1991 (25)                     | Фюксе Берлин                         |
| 17                                   | Магнус Йёндаль                       | 7 февраля 1988 (28)                  | GOG Håndbold                         |
| 19                                   | Кристиан Бьёрнсен                    | 10 января 1989 (28)                  | HSG Wetzlar                          |
| 20                                   | Андре Линдбё                         | 3 ноября 1988 (28)                   | ГК Эльверум                          |
| 21                                   | Магнус Гуллеруд                      | 13 ноября 1991 (25)                  | GWD Minden                           |
| 23                                   | Магнус Абельвик Рёд                  | 7 июля 1997 (19)                     | Фленсбург-Хандевитт                  |
| 24                                   | Кристиан О'Салливан                  | 22 июля 1991 (25)                    | СК Магдебург                         |
| 25                                   | Эйвинн Танген                        | 4 мая 1993 (23)                      | HC Midtjylland                       |
| 26                                   | Йёран Йоханнессен                    | 26 апреля 1994 (22)                  | GOG Håndbold                         |
| 89                                   | Эспен Ли Хансен                      | 1 марта 1989 (27)                    | HC Midtjylland                       |
|                                      | Харальд Рейнкинн                     | 17 августа 1992 (24)                 | Райн-Неккар Лёвен                    |